# Liste d'astronomes
Suit une liste d'astronomes, astrophysiciens et autres personnes remarquables ayant contribué au domaine de l'astronomie.

## Listes spécifiques

### Listes par domaine de spécialité
- Liste de découvreurs d'exoplanètes

### Listes par nationalité
- Liste d'astronomes et astrophysiciens russes

### Autres listes
- Liste de femmes astronomes

## Liste alphabétique
- Haut – A
- B
- C
- D
- E
- F
- G
- H
- I
- J
- K
- L
- M
- N
- O
- P
- Q
- R
- S
- T
- U
- V
- W
- X
- Y
- Z

### A
- Âryabhata (Inde, 476)
- Marc Aaronson (États-Unis, 1950 — 1987)
- Paul G. Abel (Royaume-Uni, 1979 — )
- George O. Abell (États-Unis, 1927 — 1983)
- Hiroshi Abe (Japon, 1958 — )
- Antonio Abetti (Italie, 1846 — 1928)
- Giorgio Abetti (Italie, 1882 — 1982)
- Charles Greeley Abbot (États-Unis, 1872 — 1973)
- Charles Hitchcock Adams (États-Unis, 1868 — 1951)
- John Couch Adams (Royaume-Uni, 1819 — 1892)
- Walter Sydney Adams (États-Unis, 1876 — 1956)
- Saul Adelman (États-Unis, 1944 — )
- Pierre Alphonse (Espagne, 1062 — 1110)
- Agrippa (Grèce, dates inconnues ca. 92)
- Paul Oswald Ahnert (Allemagne, 1897 — 1989)
- Eva Ahnert-Rohlfs (Allemagne, 1912 — 1954)
- George Biddell Airy (Royaume-Uni, 1801 — 1892)
- Robert Aitken, (États-Unis, 1864 — 1951)
- Makio Akiyama (Japon), (1950 — )
- Al-Battani (Albategnius) (Irak, 850 — 929)
- Vladimir Aleksandrovich Albitzky (Russie, 1891 — 1952)
- Albumasar (Perse 787 — 886)
- George Alcock (Royaume-Uni, 1913 — 2000)
- Harold Alden (États-Unis, 1890 — 1964)
- Hannes Alfvén (Suède, 1908 — 1995)
- Lawrence H. Aller (États-Unis, 1913 — 2003)
- Abd Al-Rahman Al Sufi (Perse, 903 — 986)
- Viktor Amazaspovich Ambartsumian, (Arménie, 1912 — 1996)
- John August Anderson (États-Unis, 1876 — 1959)
- Marie Henri Andoyer (France, 1862 — 1929)
- Andronicus de Cyrrhus (Grèce, dates inconnues ca. 100 av. J.-C.)
- Anders Jonas Ångström (Suède, 1814 — 1874)
- Eugène Michel Antoniadi (Grèce, France, 1870 — 1944)
- Masakatsu Aoki (Japon), (1957 — )
- Petrus Apianus (Allemagne, 1495 — 1557)
- François Arago (France, 1786 — 1853)
- Masaru Arai (Japon), (1952 — )
- Hiroshi Araki (Japon)
- Sylvain Arend (Belgique, 1902 — 1992)
- Friedrich Wilhelm Argelander (Allemagne, 1799 — 1875)
- Aristarque de Samos (Grèce, vers 310 av. J.-C. — vers 230 av. J.-C.)
- Christoph Arnold (Allemagne, 1650 — 1695)
- Halton Christian Arp (États-Unis, 1927 — )
- Svante Arrhenius (Suède, 1859 — 1927)
- Al-Zarqali (Espagne, 1028 — 1087)
- Asada Gōryū (Japon), (1734 — 1799)
- Atsuo Asami (Japon)
- Giuseppe Asclepi (Italie, 1706 — 1776)
- Joseph Ashbrook (États-Unis, 1918 — 1980)
- Arthur Auwers (Allemagne, 1838 — 1915)
- Adrien Auzout (France, 1622 — 1691)
- David Axon (Angleterre, 1951 — )

### B
- Jean-Baptiste Baliani, (Italie, 1582 — 1666)
- Brahmagupta (Inde, 598–668 ap. J.-C.)
- Bhāskara I (Inde, 629 ap. J.-C.)
- Bhāskara II (Inde, 1114 ap. J.-C.)
- Walter Baade (Allemagne, 1893 — 1960)
- Harold D. Babcock (États-Unis, 1882 — 1968)
- Horace W. Babcock (États-Unis, 1912 — 2003)
- Oskar Backlund (Suède, 1846 — 1916)
- John Bahcall (États-Unis, 1934 — 2005)
- Yoshiaki Banno (Japon), (1952 — 1991)
- Benjamin Baillaud (France, 1848 — 1934)
- Jules Baillaud (France, 1876 — 1960)
- Jean-Baptistin Baille (France, 1841 — 1918)
- Jean Sylvain Bailly (France, 1736 — 1793)
- Francis Baily (Royaume-Uni, 1774 — 1844)
- John Bainbridge (Royaume-Uni, 1582 — 1643)
- Paul Baize (France, 1901 - 1995)
- John E. Baldwin (Royaume-Uni, 1934 — 2010)
- Sallie Baliunas (États-Unis, 1953 — )
- Zoltán Balog (Hongrie/États-Unis, 1972 — )
- Benjamin Banneker (États-Unis, 1731 — 1806)
- Edward Emerson Barnard (États-Unis, 1857 — 1923)
- Julius Bauschinger (France, 1860 — 1934)
- Johann Bayer (Allemagne, 1572 — 1625)
- Antonín Bečvář (Slovaquie, 1901 — 1965)
- Guillaume Beer (Allemagne, 1797 — 1850)
- Roger A. Bell (États-Unis, 1935 - 2012)
- Jocelyn Bell (Royaume-Uni, 1943 — )
- Sergei Ivanovich Belyavsky (Russie, 1883 — 1953)
- Charles L. Bennett (États-Unis, 1956 — )
- Friedrich Wilhelm Bessel (Allemagne, 1784 — 1846)
- Somnath Bharadwaj (Inde)
- Wilhelm Freiherr von Biela (Autriche, 1782 — 1856)
- Ludwig Biermann (Allemagne, 1907 — 1986)
- Wolf Bickel (Allemagne)
- Guillaume Bigourdan (France, 1851 — 1932)
- James Binney (Royaume-Uni, 1950 — )
- Biruni (Perse, 973 — 1048)
- Gennady S. Bisnovatyi-Kogan (Russie, 1941 — )
- Adriaan Blaauw (Pays-Bas, 1914 — 2010)
- Nathaniel Bliss (Royaume-Uni, 1700 — 1764)
- Johann Elert Bode (Allemagne, 1747 — 1826)
- Alfred Bohrmann (Allemagne, 1904 — 2000)
- Bart Bok (Pays-Bas, 1906 — 1983)
- Charles Thomas Bolton (États-Unis, 1943 — )
- John Gatenby Bolton (Royaume-Uni/Australie, 1922 — 1993)
- William Cranch Bond (États-Unis, 1789 — 1859)
- Alphonse Borrelly (France, 1842 — 1926)
- Ruđer Josip Bošković (Dalmatie, 1711 — 1787)
- Lewis Boss (États-Unis, 1846 — 1912)
- Alexis Bouvard (France, 1767 — 1843)
- Rychard Bouwens (États-Unis, 1972 — )
- Edward L. G. Bowell (États-Unis, 1943 — )
- Ira Sprague Bowen (États-Unis, 1898 — 1973)
- Louis Boyer (France, 1901 — 1999)
- Ronald N. Bracewell (Australie, États-Unis, 1921 — 2007)
- James Bradley (Royaume-Uni, 1693 — 1762)
- Tycho Brahe (Danemark, 1546 — 1601)
- John Alfred Brashear (États-Unis, 1840 — 1920)
- William Robert Brooks (États-Unis, 1844 — 1922)
- Theodor Brorsen (Danemark, 1819 — 1895)
- Dirk Brouwer (Pays-Bas–États-Unis, 1902 — 1966)
- Ernest William Brown (Royaume-Uni, 1866 — 1938)
- Michael (Mike) E. Brown (États-Unis, 1965 — )
- Hermann Alexander Brück (Allemagne, 1905 — 2000)
- Ismael Bullialdus (France, 1605 — 1694)
- Margaret Burbidge (Royaume-Uni, 1919 — )
- Robert Burnham, Jr. (États-Unis, 1931 — 1993)
- Sherburne Wesley Burnham (États-Unis, 1838 — 1921)
- Schelte J. Bus (États-Unis, 1956 — )

### C
- William Wallace Campbell (États-Unis, 1862 — 1938)
- Annie Jump Cannon (États-Unis, 1863 — 1941)
- Luigi Carnera (Italie, 1875 — 1962)
- Edwin Francis Carpenter (États-Unis, 1898 — 1963)
- James Carpenter (Royaume-Uni, 1840 — 1899)
- Richard Christopher Carrington (Royaume-Uni, 1826 — 1875)
- Sir John Carroll (en) (Royaume-Uni, 1899 — 1974)
- César-François Cassini (France, 1714 — 1784)
- Dominique, comte de Cassini (France, 1748 — 1845)
- Giovanni Domenico Cassini (France, 1625 — 1712)
- Jacques Cassini (France, 1677 — 1756)
- Bonaventura Cavalieri (Italie, 1598 — 1647)
- Anders Celsius (Suède, 1701 — 1744)
- Vincenzo Cerulli (Italie, 1859 — 1927)
- Jean Chacornac (France, 1823 — 1873)
- James Challis (Royaume-Uni, 1803 — 1882)
- Subrahmanyan Chandrasekhar (Inde, États-Unis, 1910 — 1995)
- Carl Charlier (Suède, 1862 — 1934)
- Auguste Charlois (France, 1864 — 1910)
- Olivier Chesneau (France, 1972 — 2014)
- Lioudmila Tchernykh (Russie/Ukraine, 1935 - )
- Nikolaï Tchernykh (Russie/Ukraine, 1931 — 2004)
- James W. Christy (États-Unis, 1938 — )
- Edwin Foster Coddington (États-Unis, 1870 — 1950)
- Jérôme Eugène Coggia (France, 1849 — 1919)
- Josep Comas i Solà (Espagne, 1868 — 1937)
- Andrew Ainslie Common (Royaume-Uni, 1841 — 1903)
- Guy Consolmagno (États-Unis, 1952 — )
- Nicolas Copernic (1473 — 1543)
- Jacob Corsono (Espagne)
- Pablo Cottenot (France)
- Heather Couper (Royaume-Uni, 1949 — )
- Leopold Courvoisier (Suisse, 1873 — 1955)
- Arthur Edwin Covington (Canada, 1914 — 2001)
- Philip Herbert Cowell (Royaume-Uni, 1870 — 1949)
- Thomas George Cowling (Royaume-Uni, 1906 — 1990)
- Andrew Claude de la Cherois Crommelin (Royaume-Uni, 1865 — 1939)
- James Cuffey (États-Unis, 1911 — 1999)
- Heber Doust Curtis (États-Unis, 1872 — 1942)

### D
- Alexander Dalgarno (États-Unis, 1928 — 2015)
- Jacques d'Allonville de Louville (France, 1671 — 1732)
- André-Louis Danjon (France, 1890 — 1967)
- Heinrich d'Arrest (Allemagne, 1822 — 1875)
- George Darwin (Royaume-Uni, 1845 — 1912)
- Roger Davies (Royaume-Uni, 1954 — )
- William Rutter Dawes (Royaume-Uni, 1799 — 1868)
- Bernhard Dawson (Argentine, 1890 — 1960)
- Leo de Ball (Allemagne, Autriche, 1853 — 1916)
- Henri Debehogne (Belgique, 1928 — 2007)
- Annibale De Gasparis (Italie, 1819 — 1892)
- Jean-Baptiste Joseph Delambre (France, 1749 — 1822)
- Charles-Eugène Delaunay (France, 1816 — 1872)
- Eugène Joseph Delporte (Belgique, 1882 — 1955)
- Audrey C. Delsanti (France, 1976 — )
- William Frederick Denning (Royaume-Uni, 1848 — 1931)
- Alíz Derekas (Hongrie, 1977 — )
- Willem de Sitter (Pays-Bas, 1872 — 1934)
- Henri Deslandres (France, 1853 — 1948)
- Alexandre Nikolaïevitch Deutsch (Russie)
- Gérard de Vaucouleurs (France/États-Unis, 1918 — 1995)
- Robert Dicke (États-Unis, 1916 — 1997)
- Terence Dickinson (Canada)
- Thomas Digges (Royaume-Uni, 1546 — 1595)
- Herbert Dingle (États-Unis, 1890 — 1978)
- Andrea Di Paola (Italie)
- Ewine van Dishoeck (Pays-Bas, 1955 — )
- David Dodge (Canada) (1949 — )
- Giovanni Battista Donati (Italie, 1826 — 1873)
- Nicolae Donici (Roumanie, 1874 — 1960)
- Alexandre Dmitrievich Doubiago (Russie, 1903 — 1959)
- Dmitri Ivanovitch Doubiago (Russie, 1850 — 1918)
- Frank Drake (États-Unis, 1930 — 2022)
- Henry Draper (États-Unis, 1837 — 1882)
- John Dreyer (Irlande, 1852 — 1926)
- Jean C. B. Dufay (France, 1896 — 1967)
- Raymond Smith Dugan (États-Unis, 1878 — 1940)
- Petar Đurković (Serbie, 1908 — 1981)
- Frank Watson Dyson (Royaume-Uni, 1868 — 1939)

### E
- Arthur Eddington (Royaume-Uni, 1882 — 1944)
- Frank K. Edmondson (États-Unis, 1912 — 2008)
- Olin J. Eggen (États-Unis, 1919 — 1998)
- Albert Einstein (Allemagne, 1879 — 1955)
- Eise Eisinga (Pays-Bas, 1744 — 1828)
- Eric Walter Elst (Belgique)
- Johann Franz Encke (Allemagne, 1791 — 1865)
- Kin Endate (Japon), (1960 — )
- Ératosthène (Alexandrie, 276 av. J.-C. — 194 av. J.-C.)
- Emil Ernst (Allemagne)
- Ernest Esclangon (France, 1876 — 1954)
- Fred Espenak (États-Unis, 1953 — )
- Larry W. Esposito (États-Unis, 1951 — )
- Euctémon (Grèce Antique, fl. 432 av. J.-C.)
- Eudoxe de Cnide (Cnide, vers 408 av. J.-C. — vers 347 av. J.-C.)

### F
- Sandra M. Faber (États-Unis, 1945 — )
- David Fabricius (Pays-Bas, 1564 — 1617)
- Johannes Fabricius (Pays-Bas, 1587 — 1615)
- Fearon Fallows (Royaume-Uni, 1789 — 1831)
- Hervé Faye (France, 1814 — 1902)
- Charles Fehrenbach (France, 1914 — 2008)
- Farghani (Perse, d. après 861)
- James Ferguson (États-Unis, 1797 — 1867)
- Alexei Filippenko (États-Unis, 1958 — )
- Erwin Finlay-Freundlich (Allemagne, 1885 — 1964)
- Axel Firsoff (Royaume-Uni, 1910 — 1981)
- Debra Fischer (États-Unis)
- J. Richard Fisher
- Camille Flammarion (France, 1842 — 1925)
- Gabrielle Renaudot Flammarion (France, 1867 — 1962)
- John Flamsteed (Royaume-Uni, 1646 — 1719)
- Honoré Flaugergues (France, 1755 — 1835)
- Williamina Fleming (États-Unis, 1857 — 1911)
- Wilhelm Foerster (Allemagne, 1832 — 1921)
- Alfred Fowler (Royaume-Uni, 1868 — 1940)
- William Fowler (États-Unis, 1911 — 1995)
- Philip Fox (États-Unis, 1878 — 1944)
- Andrew Fraknoi (États-Unis, 1948 — )
- Joseph von Fraunhofer (Allemagne, 1787 — 1826)
- Herbert Friedman (États-Unis, 1916 — 2000)
- Dirk Frimout (Belgique, 1941 — )
- Edwin Brant Frost (États-Unis, 1866 — 1935)
- Shigehisa Fujikawa (Japon)
- Naoshi Fukushima (Japon, 1925 — 2003)
- Kiichirō Furukawa (Japon)
- Toshimasa Furuta (Japon)

### G
- Bryan Gaensler (Australie, 1973 — )
- Gan De (Chine, fl. IVe siècle av. J.-C.)
- Galileo Galilei (Italie, 1564 — 1642)
- Julio Garavito Armero (Colombie, 1865 — 1920)
- Margaret Geller (États-Unis, 1947)
- Gautama Siddha (Chine, fl. VIIIe siècle ap. J.-C.)
- Johann Gottfried Galle (Allemagne, 1812 — 1910)
- George Gamow (Russie, États-Unis, 1904 — 1968)
- Carl Friedrich Gauss (Allemagne, 1777 — 1855)
- Tom Gehrels (Pays-Bas, États-Unis, 1925 — )
- Andrea M. Ghez (États-Unis, 1965 — )
- Riccardo Giacconi (Italie, 1931 — )
- Michel Giacobini (France, 1873 — 1938)
- Henry L. Giclas (États-Unis, 1910 — 2007)
- David Gill (Royaume-Uni, 1843 — 1914)
- Thomas Gold (États-Unis, 1920 — 2004)
- Leo Goldberg (États-Unis, 1913 — 1987)
- Peter Goldreich (États-Unis, 1939 — )
- Hermann Goldschmidt (Allemagne, 1802 — 1866)
- François Gonnessiat (France, 1856 — 1934)
- John Goodricke (Royaume-Uni, 1764 — 1786)
- Alyssa A. Goodman (États-Unis, 1962-)
- Abu Sa'id Gorgani (Perse, IXe siècle)
- Paul Götz (Allemagne)
- Benjamin Apthorp Gould (États-Unis, 1824 — 1896)
- Andrew Graham (Irlande, 1815 — 1907)
- Kathryn Aurora Gray (Canada, 2000 — )
- Charles Green (Angleterre, 1735 — 1771)
- Jesse Greenstein (États-Unis, 1909 — 2002)
- John Grunsfeld (États-Unis, 1956 — )
- Jay U. Gunter (États-Unis, 1911 — 1994)
- Alexander A. Gurshtein (Russie, 1937 — )
- Bengt Gustafsson (Suède, 1943 — )
- Guo Shoujing (Chine, 1231 — 1316)
- Alan Guth (États-Unis, 1947 — )

### H
- Yūsuke Hagihara (Japon), (1897 — 1979)
- George Ellery Hale (États-Unis, 1868 — 1938)
- Asaph Hall (États-Unis, 1829 — 1907)
- John Scoville Hall (États-Unis, 1908 — 1991)
- Edmond Halley (Angleterre, 1656 — 1742)
- Heidi Hammel (États-Unis, 1960 — )
- Peter Andreas Hansen (Danemark, 1795 — 1874)
- Abulfazl Harawi (Perse, XXe siècle)
- Karl Ludwig Harding (Allemagne, 1765 — 1834)
- Thomas Harriot (Royaume-Uni, 1560 — 1621)
- Guillermo Haro (Mexique, 1913 — 1988)
- Robert G. Harrington (États-Unis)
- Robert Sutton Harrington (États-Unis, 1942 — 1993)
- Edward Robert Harrison (Royaume-Uni/États-Unis, 1917 — 2007)
- William Kenneth Hartmann (États-Unis, 1939 — )
- Lisa Harvey-Smith (Australie, 1979 - )
- Martin Harwit (Tchécoslovaquie/États-Unis, 1931 - )
- Takeo Hatanaka (Japon), (1914 — 1963)
- Stephen Hawking (Royaume-Uni, 1942 — 2018)
- Will Hay (Royaume-Uni, 1888 — 1949)
- Chūshirō Hayashi (Japon), (1920 — 2010)
- Otto Heckmann (Allemagne, 1901 — 1983)
- Carl Heiles (États-Unis, 1939 — )
- Joseph Helffrich (Allemagne, 1872 — ?)
- Eleanor Francis Helin (États-Unis, 1932 — 2009)
- Maximilien Hell (Autriche-Hongrie, 1720 — 1792)
- Karl Ludwig Hencke (Allemagne, 1793 — 1866)
- Thomas Henderson (Écosse, 1798 — 1844)
- Paul Henry (France, 1848 — 1905)
- Prosper Henry (France, 1849 — 1903)
- Abraham bar Hiyya Hanassi (juif espagnol), (1070 — 1136)
- George Herbig (États-Unis, 1920 — )
- Caroline Herschel (Royaume-Uni, 1750 — 1848)
- John Herschel (Royaume-Uni, 1792 — 1871)
- William Herschel (Royaume-Uni/Allemagne, 1738 — 1822)
- Ejnar Hertzsprung (Danemark, 1873 — 1967)
- Johannes Hevelius (Pologne,1611 — 1687)
- Antony Hewish (Royaume-Uni, 1924 — )
- George William Hill (États-Unis, 1838 — 1914)
- William Hiltner (États-Unis, 1914–1991)
- John Russell Hind (Royaume-Uni, 1823 — 1895)
- Hipparque (Nicée, circa 190 av. J.-C. — 120 av. J.-C.)
- Masanori Hirasawa (Japon)
- Kiyotsugu Hirayama (Japon), (1874 — 1943)
- Shin Hirayama (Japon), (1868 — 1945)
- Gustave-Adolphe Hirn (France, 1815 — 1890)
- Sebastian von Hoerner (Allemagne, 1919 — 2003)
- Cuno Hoffmeister (Allemagne, 1892 — 1968)
- Dorrit Hoffleit (États-Unis, 1907 — 2007 )
- Helen Sawyer Hogg (Canada, 1905 — 1993)
- Minoru Honda (Japon), (1917 — 1990)
- Kamil Hornoch (République tchèque, 1972 — )
- Jeremiah Horrocks (Royaume-Uni, circa 1619 — 1641)
- Cornelis Johannes van Houten (Pays-Bas, 1920 — 2002)
- Ingrid van Houten-Groeneveld (Pays-Bas)
- Martin van den Hove (Pays-Bas, 1605 — 1639)
- Fred Hoyle (Royaume-Uni, 1915 — 2001)
- Edwin Powell Hubble (États-Unis, 1889 — 1953)
- William Huggins (Royaume-Uni, 1824 — 1910)
- Russell Alan Hulse (États-Unis, 1950 — )
- Hendrik Christoffel van de Hulst (Pays-Bas, 1918 — 2000)
- Milton Humason (États-Unis, 1891 — 1972)
- Thomas John Hussey (Angleterre, 1792 — 1854)
- Christian Huygens (Pays-Bas, 1629 — 1695)
- Yuji Hyakutake (Japon), (1950 — 2002)
- J. Allen Hynek (États-Unis, 1910 — 1986)
- Tivadar Haeffner (Autriche-Hongrie/Allemagne de l'Ouest, 1896 — ?)

### I
- Icko Iben, Jr. (États-Unis, 1931 — )
- Kaoru Ikeya (Japon), (1943 — )
- Robert Innes (Écosse/Afrique du Sud, 1861 — 1933)
- Shigeru Inoda (Japon)
- Edward Israel (États-Unis, 1859 — 1884)
- Iwahashi Zenbei (Japon), (1756 — 1811)
- Masayuki Iwamoto (Japon)
- Shun-ei Izumikawa (Japon)
- Isaiah James (Canada), 1994 — )

### J
- Cyril V. Jackson (Afrique du Sud, 1903 — 1988)
- Jules Janssen (France, 1824 — 1907)
- Odette Jasse (France, 1899-1949)
- James Jeans (Royaume-Uni, 1877 — 1946)
- Benjamin Jekhowsky (Russie/France/Algérie, 1881 — 1953)
- Louise Freeland Jenkins (États-Unis, 1888 — 1970)
- David Jewitt (Royaume-Uni, 1958 — )
- Jiao Bingzhen (Chine, 1689 — 1726)
- Vinod Johri (Inde, 1935 — )
- Lioudmila Jouravliova (Russie/Ukraine, 1946 — )
- Alfred Harrison Joy (États-Unis, 1882 — 1973)

### K
- Tetsuo Kagawa (Japon)
- Franz Kaiser (Allemagne, 1891 — 1962)
- Piet van de Kamp (Pays-Bas/États-Unis, 1901 — 1995)
- Kiyotaka Kanai (Japon), (1951 — )
- Hiroshi Kaneda (Japon), (1953 — )
- Henry Kandrup (États-Unis, 1955 — 2003)
- Jacobus Kapteyn (Pays-Bas, 1851 — 1922)
- Lioudmila Karatchkina (Ukraine)
- Al-Kachi (Perse, 1380 — 1429)
- Karlis Kaufmanis (Lettonie/États-Unis, 1910 — 2003
- Kōyō Kawanishi (Japon), 1959 — )
- Nobuhiro Kawasato (Japon)
- James Edward Keeler (États-Unis, 1857 — 1900)
- Paul Kempf (Allemagne, 1856 — 1920)
- Johannes Kepler (Allemagne, 1571 — 1630)
- Omar Khayyam (Perse, 1048 — 1131)
- Al-Khujandi (Perse, XXe siècle)
- Muhammad ibn Mūsā al-Khwārizmī (Perse, 780 — 850)
- Kidinnu (Babylone, IVe siècle av. J.-C. ; d. 330 av. J.-C.)
- Hisashi Kimura (Japon), (1870 — 1943)
- Daniel Kirkwood (États-Unis, 1814 — 1895)
- Robert Kirshner (États-Unis)
- Minoru Kizawa (Japon)
- Ernst Friedrich Wilhelm Klinkerfues (Allemagne, 1827 — 1884)
- Viktor Knorre (Russie, 1840 — 1919)
- Takao Kobayashi (Japon), (1961 — )
- Tōru Kobayashi (Japon)
- Luboš Kohoutek (1935 — )
- Masahiro Koishikawa (Japon), (1952 — )
- Nobuhisa Kojima (Japon), (1933 — )
- Takuo Kojima (Japon)
- Yōji Kondō (Japon), (1933 — 2017)
- Zdeněk Kopal (République tchèque, Royaume-Uni, États-Unis, 1914 — 1993)
- August Kopff (Allemagne, 1882 — 1960)
- Korado Korlević (Croatie)
- Hiroki Kosai (Japon), (1933 — )
- Charles T. Kowal (États-Unis, 1940 — )
- Robert Paul Kraft (États-Unis, 1927 — )
- Ľubor Kresák (Slovaquie, 1927 — 1994)
- Heinrich Kreutz (Allemagne, 1854 — 1927)
- Kazuo Kubokawa (Japon), 1903 — 1943)
- Marc Kuchner (États-Unis, 1972 — )
- Gerard Kuiper (Pays-Bas, États-Unis, 1905 — 1973)
- Daniel Kunth (France, 1946 — )
- Donald Kurtz (1948 — )
- Reiki Kushida (Japon)
- Yoshio Kushida (Japon), 1957 — )
- György Kulin (Autriche-Hongrie, 1905 — 1989)

### L
- Antoine Labeyrie
- Elizabeth Lada (États-Unis)
- Lagadha (Inde, 1er millénaire av. J.-C.)
- Nicolas-Louis de Lacaille (France, 1713 — 1762)
- Claes-Ingvar Lagerkvist (Suède)
- Joseph-Louis Lagrange (France, 1736 — 1813)
- Jérôme Lalande (France, 1732 — 1807)
- Jean-Henri Lambert (France, Allemagne, 1728 — 1777)
- David J. Lane (Canada, 1983 —)
- Andrew E. Lange (États-Unis, 1957 — 2010)
- Samuel Pierpont Langley (États-Unis, 1834 — 1906)
- Pierre-Simon de Laplace (France, 1749 — 1827)
- William Lassell (Royaume-Uni, 1799 — 1880)
- Joseph Jean Pierre Laurent (France)
- Henrietta Swan Leavitt (États-Unis, 1868 — 1921)
- Typhoon Lee (États-Unis et Taïwan)
- Guillaume Le Gentil (France, 1725 — 1792)
- Georges Lemaître (Belgique, 1894 — 1966)
- Pierre Le Monnier (France, 1715 — 1799)
- Frederick C. Leonard (États-Unis, 1896 — 1960)
- Armin Otto Leuschner (Allemagne, 1868 — 1953)
- Urbain Le Verrier (France, 1811 — 1877)
- David Levy (Canada)
- Li Fan (Chine, fl. Ier siècle ap. J.-C.)
- Bertil Lindblad (Suède, 1895 — 1965)
- Adolph Friedrich Lindemann (Allemagne/Royaume-Uni, 1846 — 1927)
- Chris Lintott (Royaume-Uni, 1980 — )
- Joseph Johann Littrow (Autriche, 1781 — 1840)
- Karl Ludwig von Littrow (Autriche, 1811 — 1877)
- Liu Xin (Chine, fl. Ier siècle ap. J.-C.)
- Joseph Lockyer (Royaume-Uni, 1836 — 1920)
- Maurice Lœwy (Autriche/France, 1833 — 1907)
- Christian Sørensen Longomontanus (Danemark, 1562 — 1647)
- Percival Lowell (États-Unis, 1855 — 1916)
- Ángel López Jiménez (Espagne, 1955 - )
- Álvaro López-García (Espagne)
- John William Lubbock (Royaume-Uni, 1803 — 1865)
- Knut Lundmark (Suède, 1889 — 1958)
- Robert Luther (Allemagne, 1822 — 1900)
- Lupitus de Barcelone (Espagne)
- Jane Luu (Sud-Vietnam, États-Unis 1965 — )
- Willem Jacob Luyten (Indes néerlandaises orientales, Pays-Bas, 1899 — 1994)
- Donald Lynden-Bell (Royaume-Uni, 1935 — )
- Andrew G. Lyne (Royaume-Uni, 1942)
- Bernard Lyot (France, 1897 — 1952)

### M
- Mahendra Suri (Inde, XIVe siècle ap. J.-C.)
- Ma Yize (Chine, 910 — 1005)
- Adriaan van Maanen (États-Unis, 1884 — 1946)
- George Parker, 2nd Earl of Macclesfield (Royaume-Uni, c. 1697 — 1764)
- Amy Mainzer (États-Unis)
- Steve Mandel (États-Unis)
- Geoffrey Marcy (États-Unis, 1954 — )
- Simon Marius (Allemagne, 1573 — 1624)
- Brian G. Marsden (États-Unis, 1937 — 2010)
- Albert Marth (Allemagne, 1828 — 1897)
- Nevil Maskelyne (Royaume-Uni, 1732 — 1811)
- Charles Mason (Royaume-Uni, États-Unis, 1730 — 1787)
- John C. Mather (États-Unis, 1946 — )
- Janet Akyüz Mattei (Turquie/États-Unis, 1943 — 2004)
- Edward Walter Maunder (Royaume-Uni, 1851 — 1928)
- Pierre Louis Moreau de Maupertuis (France, 1698 — 1759)
- Alain Maury (France)
- Matthew Fontaine Maury (États-Unis, 1806 — 1873)
- Brian May (Royaume-Uni, 1947 — )
- Cornell Mayer (États-Unis, 1922 — 2005)
- Tobias Mayer (Allemagne, 1723 — 1762)
- Michel Mayor (Suisse, 1942 — )
- Christopher McKee (États-Unis, 1942 — )
- Robert S. McMillan (États-Unis)
- William H. McCrea (Royaume-Uni, 1904 — 1999)
- Bruce A. McIntosh (Canada, 1929 — )
- Robert H. McNaught (Australie)
- Pierre Méchain (France, 1744 — 1804)
- Thebe Medupe (Afrique du Sud)
- Karen Jean Meech (États-Unis)
- Aden Baker Meinel (États-Unis, 1922 — )
- Fulvio Melia (États-Unis, 1956 — )
- Philibert Jacques Melotte (Royaume-Uni, 1880 — 1961)
- Jean-Claude Merlin (France, 1954 — )
- Paul Willard Merrill (États-Unis, 1887 — 1961)
- David Merritt (États-Unis)
- Charles Messier (France, 1730 — 1817)
- Joel Hastings Metcalf (États-Unis, 1866 — 1925)
- Andreas Gerasimos Michalitsianos (États-Unis, 1947 — 1997)
- John Michell (Royaume-Uni, 1724 — 1793)
- Elia Millosevich (Italie, 1848 — 1919)
- Edward Arthur Milne (Royaume-Uni, 1896 — 1950)
- Rudolph Minkowski (Allemagne, 1895 — 1976)
- Marcel Gilles Jozef Minnaert (Belgique, Pays-Bas, 1893 — 1970)
- Maria Mitchell (États-Unis, 1818 — 1889)
- Seidai Miyasaka (Japon), (1955 — )
- Yoshikane Mizuno (Japon)
- August Ferdinand Möbius (Allemagne, 1790 — 1868)
- Anthony Moffat (Canada)
- Johan Maurits Mohr (Pays-Bas, 1716 — 1775)
- Samuel Molyneux (Royaume-Uni, 1689 — 1728)
- Geminiano Montanari (Italie, 1633 — 1687)
- Patrick Moore (Royaume-Uni, 1923 — )
- William Wilson Morgan (États-Unis, 1906 — 1994)
- Hiroshi Mori (Japon), (1958 — )
- Amédée Mouchez (France, 1821 — 1892)
- Antonín Mrkos (République tchèque, 1918 — 1996)
- Jean Mueller (États-Unis, 1950 — )
- Masaru Mukai (Japon), (1949 — )
- Johannes Peter Müller (Allemagne, 1436 — 1476)
- Harutaro Murakami (Japon), (1872 — 1947)
- Osamu Muramatsu (Japon), (1949 — )
- bin Musa, Ahmad (Perse, 805 — 873)
- bin Musa, Hasan (Perse, 810 — 873)
- bin Musa, Muhammad (Perse, (800 — 873)
- Nils Mustelin (Finlande, 1931 — 2004)

### N
- Nilakantha Somayaji (Inde,1444–1544 ap. J.-C.)
- Valentin Naboth (Allemagne, Italie, 1523 — 1593)
- Nabu-rimanni (Babylone, entre les VIe et IIe siècles av. J.-C.)
- Robert-Adolf Naef (Suisse, 1907—1975)
- Takeshi Nagata (Japon), (1913 — 1991)
- Ahmad Nahavandi (Perse, VIIe et VIIIe siècles)
- Joseph ibn Naḥmias (Tolède, milieu du XIVe siècle)
- Akimasa Nakamura (Japon), (1961 — )
- Syuichi Nakano (Japon), (1947 — )
- Jayant Narlikar (Inde, 1938 — )
- Naubakht (Perse, d. 776)
- David Naylor (Canada)
- Al-fadl ibn Naubakht (Perse, VIIIe siècle)
- Otto Eduard Neugebauer (Allemagne, États-Unis, 1899 — 1990)
- Grigori Néouïmine (Russie, 1886 — 1946)
- Simon Newcomb (États-Unis, 1835 — 1909)
- Isaac Newton (Royaume-Uni, 1643 — 1727)
- Seth Barnes Nicholson (États-Unis, 1891 — 1963)
- Albertus Antonie Nijland (Pays-Bas, 1868 — 1936)
- Tsuneo Niijima (Japon)
- Peter Nilson (Suède, 1937 — 1998)
- Hōei Nojiri (Japon, 1885 — 1977)
- Jaume Nomen (Espagne)
- Toshirō Nomura (Japon), (1954 — )

### O
- Knut Jørgen Røed Ødegaard (Norvège, 1966 — )
- Okuro Oikawa (Japon), (1896 — 1970)
- Tarmo Oja (Suède)
- Tomimaru Okuni (Japon), (1931 — )
- Nicolaus Olahus (Hongrie, 1493 — 1568)
- Heinrich Wilhelm Matthäus Olbers (Allemagne, 1758 — 1840)
- Gerard K. O'Neill (États-Unis, 1927 — 1992)
- Jan Oort (Pays-Bas, 1900 — 1992)
- Pieter Oosterhoff (Pays-Bas, 1904 — 1978)
- Ernst Öpik (Estonie, Irlande, 1893 — 1985)
- José Luis Ortiz Moreno (Espagne)
- Yoshiaki Oshima (Japon), (1952 — )
- Donald Edward Osterbrock, (États-Unis, 1924 — 2007)
- Liisi Oterma (Finlande, 1915 — 2001)
- Satoru Ōtomo (Japon), (1913 — )
- Jean Abraham Chrétien Oudemans (Pays-Bas, 1827 — 1906)

### P
- Rafael Pacheco (Espagne)
- Bohdan Paczyński (Pologne, 1940 — 2007)
- Ľudmila Pajdušáková (Slovaquie, 1916 — 1979)
- Johann Palisa (Autriche, 1848 — 1925)
- Johann Georg Palitzsch (Allemagne, 1723 — 1788)
- Anton Pannekoek (Pays-Bas, 1873 — 1960)
- Donald C. Parker (États-Unis, ?)
- Eugene Parker (États-Unis, 1927 — )
- George Parker, 2nd Earl of Macclesfield (Royaume-Uni, c. 1697 — 1764)
- William Parsons, Lord Rosse (Irlande, 1800 — 1867)
- André Patry (France, 1902 — 1960)
- Cecilia Payne-Gaposchkin (Royaume-Uni, États-Unis, 1900 — 1979)
- James Peebles (Canada, États-Unis, 1935 — )
- Leslie Copus Peltier (États-Unis, 1900 — 1980)
- Roger Penrose (Royaume-Uni, 1931 — )
- Arno Allan Penzias (Allemagne, 1933 — )
- Saul Perlmutter (États-Unis)
- Charles Dillon Perrine (États-Unis, Argentine, 1867 — 1951)
- Henri Joseph Anastase Perrotin (France, 1845 — 1904)
- Christian Heinrich Friedrich Peters (Allemagne, États-Unis, 1813 — 1890)
- George Henry Peters (États-Unis, 1863 — 1947)
- Mark M. Phillips (États-Unis, 1951 — )
- Giuseppe Piazzi (Italie, 1746 — 1826)
- Edward Charles Pickering (États-Unis, 1846 — 1919)
- William Henry Pickering (États-Unis, 1858 — 1938)
- Maynard Pittendreigh (États-Unis, 1954 — )
- Philip Plait (États-Unis)
- Giovanni Antonio Amedeo Plana (Italie, 1781 — 1864)
- Petrus Plancius (Pays-Bas, 1552 — 1622)
- John Stanley Plaskett (Canada, 1865 — 1941)
- Norman Robert Pogson (Royaume-Uni, 1829 — 1891)
- Christian Pollas (France, 1947 — )
- John Pond (Angleterre, 1767 — 1836)
- Jean-Louis Pons (France, 1761 — 1831)
- Carolyn Porco (États-Unis, 1953 — )
- Vladimír Porubčan (Slovaquie, 1940 — )
- Charles Pritchard (Royaume-Uni, 1808 — 1893)
- Richard Proctor (Angleterre, 1837 — 1888)
- Ptolémée d'Alexandrie (Égypte romaine, circa 85 — 165)
- Pierre Puiseux (France, 1855 — 1928)
- Georg Purbach (Allemagne, 1423 — 1461)
- Pythagore de Samos (-580 — -500)
- Paris Pişmiş (1911 — 1999)

### Q
- Adolphe Quetelet (Belgique, 1796 — 1874)
- Ali Qushji (Empire ottoman, 1403 — 1474)
- M. Shahid Qureshi (Pakistan)

### R
- Radhagobinda Chandra
- David Lincoln Rabinowitz (États-Unis, 1960 — )
- Grote Reber (États-Unis, 1911 — 2002)
- Martin Rees (Royaume-Uni, 1942 — )
- Hubert Reeves (CA, 1932 — )
- Regiomontanus (Johannes Müller) (Allemagne, 1436 — 1476)
- Julius Reichelt (Allemagne, 1637 — 1717)
- Erasmus Reinhold (Prusse, Allemagne, 1511 — 1553)
- Karl Wilhelm Reinmuth (Allemagne, 1892 — 1979)
- Pieter Johannes van Rhijn (Pays-Bas, 1886 — 1960)
- Giovanni Battista Riccioli (Italie, 1598 — 1671)
- Jean Richer (France, 1630 — 1696)
- Adam Riess (États-Unis, 1969 — )
- Fernand Rigaux (Belgique, 1905 — ?)
- George Willis Ritchey (États-Unis, 1864 — 1945)
- David Rittenhouse (États-Unis, 1732 — 1796)
- Samad Rizvi (Pakistan, 1924 — 2009)
- Arjen Roelofs (Pays-Bas, 1754 — 1824)
- Elizabeth Roemer (États-Unis, 1929 — )
- Roger of Hereford (Angleterre, c. 1176 — 1198)
- Ole Christensen Rømer (Danemark, 1644 — 1710)
- Otto A. Rosenberger (Allemagne, 1800 — 1890)
- Lord Rosse (Irlande, 1800 — 1867)
- Svein Rosseland (Norvège, 1894 — 1985)
- Bruno Rossi (Italie, 1905 — 1993)
- Vera Rubin (États-Unis, 1928 — )
- Henry Norris Russell (États-Unis, 1877 — 1957)
- Martin Ryle (Royaume-Uni, 1918 — 1984)

### S
- Sir Edward Sabine (Irlande, 1788 — 1883)
- Carl Edward Sagan (États-Unis, 1934 — 1996)
- Meghnad Saha (Inde, 1893 – 1956)
- Edwin Ernest Salpeter (Autriche, Australie, États-Unis, 1924 — 2008)
- Allan Rex Sandage (États-Unis, 1926 — 2010)
- Hendricus Gerardus van de Sande Bakhuyzen (Pays-Bas, 1838 — 1923)
- Wallace Leslie William Sargent (Royaume-Uni, États-Unis, 1935 — 2012)
- Anneila Sargent (Royaume-Uni, États-Unis, 1942 — )
- Naoto Satō (Japon, 1953 — )
- Caterina Scarpellini (Italie, 1808 — 1873)
- Alexandre Schaumasse (France, 1882 — 1958)
- Giovanni Schiaparelli (Italie, 1835— 1910)
- Frank Schlesinger (États-Unis, 1871 — 1943)
- Bernhard Schmidt (Estonie, Suède, Allemagne, 1879 — 1935)
- Brian P. Schmidt (États-Unis)
- Maarten Schmidt (Pays-Bas, 1929 —)
- Robert Schommer (États-Unis, 1946 — 2001)
- Johann Hieronymus Schröter (Allemagne, 1745 — 1816)
- Lipót Schulhof (Hongrie, 1847—1921)
- Heinrich Christian Schumacher (Allemagne, 1780 — 1850)
- Max Schürer (Suisse, 1910 — 1997)
- Shinzō Shinjō (Japon), (1873-1938)
- Hans-Emil Schuster (Allemagne, 1934 — )
- Heinrich Schwabe (Allemagne, 1789 — 1875)
- Karl Schwarzschild (Allemagne, 1873 — 1916)
- Martin Schwarzschild (Allemagne, États-Unis, 1912 — 1997)
- Friedrich Karl Arnold Schwassmann (Allemagne, 1870 — 1964)
- Ruby Payne-Scott (Australie, 1912 — 1981)
- James V. Scotti (États-Unis, 1960 — )
- Frederick Hanley Seares (États-Unis, 1873 — 1964)
- George Mary Searle (États-Unis, 1839 — 1918)
- Angelo Secchi (Italie, 1818 — 1878)
- Sadao Sei (Japon)
- Waltraut Seitter (Allemagne, 1930 — 2007)
- Tsutomu Seki (Japon), (1930 — )
- Carl Keenan Seyfert (États-Unis, 1911 — 1960)
- Grigory Abramovich Shajn (Russie, 1892 — 1956)
- Pelageya Fedorovna Shajn (Russie, 1894 — 1956)
- Harlow Shapley (États-Unis, 1885 — 1972)
- Richard Sheepshanks (Royaume-Uni, 1794 — 1855)
- Shen Kuo (Chine, 1031 — 1035)
- Shi Shen (Chine, fl. IVe siècle av. J.-C.)
- Shibukawa Shunkai (Japon), (1639 — 1715)
- Yoshisada Shimizu (Japon)
- Qutb eddin Shirazi (Perse, 1236 — 1311)
- Iosef Samuilovich Shklovsky (Russie, 1916 — 1985)
- Carolyn S. Shoemaker (États-Unis, 1929 — )
- Eugene M. Shoemaker (États-Unis, 1928 — 1997)
- Frank Shu (Chine/États-Unis, 1943 — )
- Willem de Sitter (Pays-Bas, 1872 — 1934)
- Charlotte Moore Sitterly (États-Unis, 1898 — 1990)
- Brian A. Skiff (États-Unis)
- John Francis Skjellerup (Australie, Afrique du Sud, 1875 — 1952)
- Vesto Melvin Slipher (États-Unis, 1875 — 1969)
- Tamara Mikhaylovna Smirnova (Russie, 1918 — )
- George Fitzgerald Smoot (États-Unis, 1945 — )
- William Henry Smyth (Royaume-Uni, 1788 — 1865)
- Willebrord Snel van Royen (Snellius) (Pays-Bas, 1580 — 1626)
- Mary Somerville (Royaume-Uni, 1780 — 1872)
- Sir James South (Royaume-Uni, 1785 — 1867)
- Sir Harold Spencer Jones (Royaume-Uni, 1890 — 1960)
- Lyman Spitzer (États-Unis, 1914 — 1997)
- Friederich Wilhelm Gustav Spörer (Allemagne, 1822 — 1895)
- Rainer Spurzem (Allemagne, 1956 — )
- Anton Staus (Allemagne, 1872 — 1955)
- Joel Stebbins (États-Unis, 1878 — 1966)
- Johan Stein (Pays-Bas, 1871 — 1951)
- Carl August von Steinheil (Allemagne, 1801 — 1870)
- Édouard Stephan (France, 1837 — 1923)
- David J. Stevenson (Nouvelle-Zélande, 1948 — )
- Edward James Stone (1831 — 1897)
- F. J. M. Stratton (Royaume-Uni, 1881 — 1960)
- Bengt Georg Daniel Strömgren (Danemark, 1908 — 1987)
- Friedrich Georg Wilhelm (von) Struve (Allemagne, Russie, 1793 — 1864)
- Hermann Struve (Russie, Allemagne, 1854 — 1920)
- Gustav Wilhelm Ludwig Struve (Russie, 1858 — 1920)
- Otto Struve (Russie, États-Unis, 1897 — 1963)
- Otto Wilhelm (von) Struve (Russie, 1819 — 1905)
- Su Song (Chine, 1020—1101)
- Abd Al-Rahman Al Sufi (Perse, 903 — 986)
- Matsuo Sugano (Japon)
- Atsushi Sugie (Japon)
- Nicholas Suntzeff (États-Unis, 1952 — )
- Rashid Alievich Sunyaev (Ouzbékistan, Russie, Allemagne, 1943 — )
- Shohei Suzuki (Japon)
- Lewis A. Swift (États-Unis, 1820 — 1913)
- Frédéric Sy (France, 1861 — ?)
- Gyula M. Szabó (Hongrie, 1979 — )

### T
- Akihiko Tago (Japon, (1932 — )
- Atsushi Takahashi (Japon)
- Kesao Takamizawa (Japon), (1952 — )
- Jill Tarter (États-Unis, 1944 — )
- Joseph Hooton Taylor Jr. (États-Unis, 1941 — )
- Ernst Wilhelm Tempel (Allemagne, 1821 — 1889)
- Thābit ibn Qurra (Irak, 826 — 901)
- Thorvald Nicolai Thiele (Danemark, 1838 — 1910)
- Louis Thollon (France, 1829 — 1887)
- Norman G. Thomas (États-Unis)
- John Macon Thome (États-Unis, Argentine, 1843 — 1908)
- Kip Thorne (États-Unis, 1940 — )
- Friedrich Tietjen (Allemagne, 1834 — 1895)
- Beatrice Muriel Hill Tinsley (Nouvelle-Zélande, États-Unis, 1941 — 1981)
- Félix Tisserand (France, 1845 — 1896)
- Johann Daniel Titius (Allemagne, 1729 — 1796)
- Yasuo Tanaka (Japon)
- Neil Thivalapill (États-Unis, 1996 - )
- Clyde William Tombaugh (États-Unis, 1906 — 1997)
- Kōichirō Tomita (Japon), (1925 — 2006)
- Richard Tousey (États-Unis, 1908 — 1997)
- Charles Townes (États-Unis)
- Virginia Trimble (États-Unis)
- Chadwick Trujillo (États-Unis, 1973 — )
- Robert Jules Trumpler (États-Unis, 1886 — 1956)
- R. Brent Tully (États-Unis)
- Herbert Hall Turner (Angleterre, 1861 — 1930)
- Nasir al-Din Tusi (Perse, 1201 — 1274)
- Horace Parnell Tuttle (États-Unis, 1839 — 1923)
- Neil deGrasse Tyson (États-Unis, 1958 — )

### U
- Seiji Ueda (Japon), (1952 — )
- Ulugh Beg (Perse, 1394 — 1449)
- Antonio de Ulloa (Espagne), (1716 — 1795)
- Albrecht Unsöld (Allemagne, 1905 — 1995)
- Takeshi Urata (Japon), (1945 - 2012)
- Mu’ayyad al-Din al-’Urdi (Perse d. 1266)
- Fumiaki Uto (Japon)

### V
- Yrjö Väisälä (Finlande, 1891 — 1971)
- Benjamin Valz (France, 1787 — 1867)
- James Alfred van Allen (États-Unis, 1914 — 2006)
- George Van Biesbroeck (Belgique, États-Unis, 1880 — 1974)
- Hendrik Christoffel van de Hulst (Pays-Bas, 1918 — 2000)
- Peter van de Kamp (États-Unis, 1901 — 1995)
- Sidney van den Bergh (Canada, 1929 — )
- Martin van den Hove (Pays-Bas, 1605 — 1639)
- Hendricus Gerardus van de Sande Bakhuyzen (Pays-Bas, 1838 — 1923)
- Hendrik van Gent (Pays-Bas, Afrique du Sud, 1900 — 1947)
- Cornelis Johannes van Houten (Pays-Bas, 1920 — 2002)
- Ingrid van Houten-Groeneveld (Pays-Bas, 1921 — 2015)
- Pieter Johannes van Rhijn (Pays-Bas, 1886 — 1960)
- Gérard de Vaucouleurs (France, États-Unis, 1918 — 1995)
- Zdeňka Vávrová (République tchèque ou Slovaquie)
- Philippe Véron (France, 1939 — 2014 )
- Frank Washington Very (États-Unis, 1852 — 1927)
- Jacques Vidal (France, (1747 — 1819)
- Yvon Villarceau (France, 1813 — 1883)
- Julie Vinter Hansen (Danemark, 1890 — 1960)
- Hermann Carl Vogel (Allemagne, 1841 — 1907)
- Friedrich Georg Wilhelm von Struve (Allemagne, Russie, 1793 — 1864)
- Otto Wilhelm von Struve (Russie, 1819 — 1905)
- Alexander Vyssotsky (Russie/États-Unis, 1888 — 1973)
- Emma Vyssotsky (États-Unis, 1894 — 1975)

### W
- Arno Arthur Wachmann (Allemagne, 1902 — 1990)
- Abul Wáfa (Perse, 940 — 997-8)
- Walcher de Malvern (Angleterre d. 1135)
- George Wallerstein (1930 — )
- William Wales (Royaume-Uni, ca. 1734 — 1798)
- Qingde Wang (États-Unis/Chine)
- Kazurō Watanabe (Japon, 1955 — )
- James Craig Watson (États-Unis, 1838 — 1880)
- Kim Weaver (États-Unis, 1969 — )
- Thomas William Webb (Royaume-Uni, 1807 — 1885)
- Alfred Lothar Wegener (Allemagne, 1880 — 1930)
- Gary A. Wegner (États-Unis, 1944 — )
- Wei Pu (Chine, fl. XIe siècle)
- Karl von Weizsäcker (Allemagne, 1912 — 2007)
- Godefroy Wendelin (Belgique, 1580 — 1667)
- Richard M. West (Danemark, 1941 — )
- Justus Georg Westphal (Allemagne)
- Johann Heinrich Westphal (Allemagne, Italie, 1794 — 1831)
- George Wetherill (1925 — 2006)
- John Wheeler (États-Unis, 1911 — )
- Fred Lawrence Whipple (États-Unis, 1906 — 2004)
- Albert Whitford (États-Unis, 1905 — 2002)
- Chandra Wickramasinghe (Royaume-Uni, 1939 — )
- Paul Wild (Suisse, 1925 — )
- Olin C. Wilson (États-Unis, 1909 — 1994)
- Robert Wilson (États-Unis, 1936 — )
- John Winthrop (Colonie de la baie du Massachusetts, 1714 — 1779)
- Friedrich August Theodor Winnecke (Allemagne, 1835 — 1897)
- Carl Alvar Wirtanen (États-Unis, 1910 — 1990)
- Jack Wisdom (États-Unis, 1953 — )
- Gustav Witt (Allemagne, 1866 — 1946)
- Max Wolf (Allemagne, 1863 — 1932)
- Aleksander Wolszczan (Pologne, 1946 — )
- Richard van der Riet Woolley (Royaume-Uni, 1906 — 1986)
- Thomas Wright (Royaume-Uni, 1711 — 1786)

### Y
- Issei Yamamoto (Japon), (1889 — 1959)
- Masayuki Yanai (Japon), (1959 — )
- Yi Xing (Chine, 683 — 727)
- Charles Augustus Young (États-Unis, 1834 — 1908)
- James Whitney Young (États-Unis, 1941 — )

### Z
- Franz Xaver von Zach (Allemagne, 1753 — 1832)
- Abraham Zacuto (Espagne/Portugal, 1450 — 1510)
- John Zarnecki (Royaume-Uni, 1949)
- Iakov Zeldovitch (URSS, 1914 — 1987)
- Zhang Daqing (Chine, 1969 — )
- Zhang Heng (Chine, 78 — 139)
- Zhang Yuzhe (Chine, 1902 — 1986)
- Felix Ziegel (URSS, 1920 — 1988)
- Zu Chongzhi (Chine, 429 — 500)
- Fritz Zwicky (Suisse, États-Unis, 1898 — 1974)

## Autres scientifiques
- Hans Bethe (1906 — 2005), (physicien)
- Niels Bohr (1885 — 1962), (physicien)
- Andreas Cellarius (Pays-Bas, Allemagne, 1596 — 1665), (cartographe)
- Freeman Dyson (1923 — ), (physicien)
- Albert Einstein (1879 — 1955), (physicien)
- Karl Jansky (États-Unis, 1905 — 1950), (astronomie radio)
- James Clerk Maxwell (Royaume-Uni, 1831 — 1879), (physicien)
- Thomas Young (Royaume-Uni, 1773 — 1829), (physicien)
- Abdus Salam (1926 — 1996), (physicien)
- Riazuddin (1930 — 2013), (physicien)

## Liste chronologique
Article connexe : Chronologie de l'astronomie

### Les précurseurs hellènes
Après les descriptions poétiques du ciel par Homère et Hésiode, une pensée philosophique sur l'Univers se construit.  
- Thalès (vers - 625/620 — - 548/545)
- Anaximandre (vers 610 av. J.-C. — 545 av. J.-C)
- Anaximène (vers 585 av. J.-C. — 525 av. J.-C.)
- Pythagore (vers 540 av. J.-C. — 495 av. J.-C.)
- Parménide (fin VIe — milieu Ve siècle av. J.-C)
- Cléostrate (vers 520 av. J.-C. — 432 av. J.-C.)
- Euctémon (? — 432 av. J.-C.)
- Méton d'Athènes (seconde moitié du Ve siècle av. J.-C.): affirme qu'il y a exactement 235 lunaisons en 19 ans (cycle de Méton).
- Anaxagore de Clazomènes (vers 500 av. J.-C. — 428 av. J.-C.)
- Empédocle (vers 490 av. J.-C. — 430 av. J.-C.)
- Philolaos de Crotone (vers 470 av. J.-C. — 390 av. J.-C.)
- Démocrite (vers 460 av. J.-C. — 370 av. J.-C.)
- Platon (vers 428/427 av. J.-C. — 348/347 av. J.-C.)
- Eudoxe de Cnide (vers 408 av. J.-C. — vers 347 av. J.-C.)
- Hicetas (vers 400 av. J.-C. — 335 av. J.-C.): la terre, une sphère tournant rapidement sur son axe.
- Héraclide du Pont (vers 388 av. J.-C. —  vers 310 av. J.-C.)
- Aristote (vers 384 av. J.-C. — 322 av. J.-C.)
- Autolycos de Pitane (vers 360 av. J.-C. — vers 290 av. J.-C.)
- Euclide (environ 300 av. J.-C.)

### Astronomie chaldéenne (Mésopotamie)
- Nabu-rimanni (Babylone, vers 560 av. J.-C. — vers 480 av. J.-C.)
- Kidinnu (Babylone, vers 400 av. J.-C. —  330 av. J.-C.)

### L'école d'Alexandrie
- Aristarque de Samos (vers 310 av. J.-C. — vers 210 av. J.-C.)
- Ératosthène (vers 276 av. J.-C. — vers 194 av. J.-C.)
- Apollonios de Perga (vers 240 av. J.-C. — vers 190 av. J.-C.)

- Hipparque (vers 190 av. J.-C. — 120 av. J.-C.)
- Ptolémée (vers 100 — 168)

### Les précurseurs chinois
- Livre des Shang (vers - 1000): Concept de "Mandat du ciel".
- Livre des mutations ou Yi Jing (vers - 700)
- Cosmologie Wuxing  (vers - 400)
- Gan De (vers - 350)
- Shi Chen (vers - 300): Coordonnées célestes et catalogue.
- Zhang Heng (76 — 139)
- Liu Hong (129 — 210)
- Wang Fan (228 — 266)

### Astronomes du IVe au XIe siècle

###### Alexandrie
- Théon d’Alexandrie  (env.335 — env.405)
- Hypatie (vers 355/370 — 415)
- Jean Philopon (Alexandrie, vers 490/495 — vers 570): traité sur l’astrolabe.

###### Chine
- Zu Chongzhi (429 — 500)
- Yi Xing (683 — 727)
- Ma Yize (vers 910 — 1005)
- Su Song (1020 — 1101)
- Shen Kuo (1031 — 1095)

###### Inde
- Aryabhata (476 — 550)
- Varāhamihira (505 — 587)
- Brahmagupta (598 — 670)
- Bhāskara I (vers 600 — vers 680)
- Bhāskara II  (vers 1114 — vers 1181)

### L'astronomie arabe et persane (Califat abbasside 750 - 1258)
- Mashallah ibn Athari (vers 740 — 815)
- Muhammad ibn Mūsā al-Khwārizmī (Bagdad, vers 780 — vers 850): invente l'algèbre.
- Albumasar (787 — 886)
- Al-Farghani (vers 800 — 870)
- Thābit ibn Qurra (826 — 901)
- Al-Battani (Albategnius) (850 — 929)
- Abd al-Rahman al-Soufi (903 — 986)
- Abul Wáfa (Perse, 940 — 998)
- Al-Biruni (973 —1048)
- Omar Khayyam (1048 — 1131)
- Nasir al-Din al-Tusi (1201 —1274)

### Les astronomes du Moyen Âge (XIe – XIVe siècle)
- Hermann Contract (1013 — 1054)
- Al-Zarqali (Tolède, 1029 — 1087)
- Pierre Alphonse (Espagne, 1062 — 1110)
- Walcher de Malvern (Angleterre, ? — 1135)
- Abraham bar Hiyya Hanassi (Barcelone, vers 1070 — vers 1136)
- Joannes de Sacrobosco (vers 1195 — vers 1055)
- Platon de Tivoli (1110 — 1145)
- Nur Ed-Din Al Betrugi (Alpetragius) (? — vers 1204)
- Campanus de Novare (1220 — 1296)
- Guo Shoujing (Chine, 1231 — 1316)
- Qotb al-Din Chirazi (Perse, 1236 — 1311)
- Ibn al-Shâtir (Damas, 1304 — 1375), influence possible sur Copernic.
- Joseph ibn Naḥmias (Tolède, milieu du XIVe siècle)
- Nicole Oresme (vers 1320/1322 — 1382)
- Johannes von Gmunden (vers 1380/1384 — 1442)

### Astronomes notables nés au XVe siècle
- Ali Qushji (Empire ottoman, 1403 — 1474)
- Georg von Peuerbach (1423 — 1461)
- Nilakantha Somayaji (Inde, 1444 — 1544)
- Domenico Maria Novara (1454 — 1504)
- Nicolas Copernic (1473 — 1543), théorie de l'héliocentrisme.
- Girolamo Fracastoro (1478 — 1553)

### Astronomes notables nés au XVIe siècle
- Taqi al-Din (Turquie, 1526 — 1585), inventeur probable de la lunette astronomique vers 1574.
- Tycho Brahe (Danemark, 1546 — 1601), dernier astronome à l'œil nu.
- Galilée (Italie, 1564 — 1642)
- Johannes Kepler (Allemagne, 1571 — 1630)
- Johann Bayer (Allemagne, 1572 — 1625)
- Francesco Fontana (Italie, vers 1585 — 1656)

L'utilisation de la lunette astronomique vient révolutionner l'observation du ciel.

### Astronomes notables nés au XVIIe siècle
- Johannes Hevelius (Pologne, 1611 — 1687)
- Christian Huygens (Pays-Bas, 1629 — 1695)
- Giovanni Domenico Cassini (France, 1625 — 1712)
- Geminiano Montanari (Italie, 1633 — 1687)
- Isaac Newton (Angleterre, 1643 — 1727), invente le télescope.
- Ole Christensen Rømer (Danemark, 1644 — 1710), découvre la finitude de la vitesse de la lumière.
- Edmond Halley (Angleterre, 1656 — 1742)
- James Bradley (Angleterre, 1693 — 1762)

### Astronomes notables nés au XVIIIe siècle
- Thomas Wright (Grande-Bretagne, 1711 — 1786)
- Mikhaïl Vassilievitch Lomonossov (Russie, 1711 — 1765)
- Nicolas-Louis de Lacaille (France, 1713 — 1762)
- Tobias Mayer (Allemagne, 1723 — 1762)
- Charles Messier (France, 1730 — 1817)
- Joseph-Louis Lagrange (France, 1736 — 1813)
- William Herschel (Hanovre/Royaume-Uni, 1738 — 1822)
- Pierre-Simon de Laplace (France, 1749 — 1827)
- Heinrich Wilhelm Matthias Olbers (Brême, 1758 — 1840)